# 4920 Громов
4920 Громов (4920 Gromov) — астероїд головного поясу, відкритий 8 серпня 1978 року.
Тіссеранів параметр щодо Юпітера — 3,367.